# I'm Not Alone
«I'm Not Alone» es el primer sencillo del músico escocés Calvin Harris y forma parte del álbum de estudio Ready for the Weekend. La canción fue reproducida por primera vez por Pete Tong en la BBC Radio 1 como una "nueva melodía esencial" el 23 de enero de 2009 y ha sido descrito como un retazo de una eufórica danza. El 12 de abril de 2009, la canción debutó en el número 1 en el UK Singles Chart, dando Harris su primer solo en el número 1 en el Reino Unido y segundo en la general.

## Vídeo musical

### Detalles y comentarios
El vídeo de "I'm Not Alone" fue filmado en Oslo, Noruega el 6 de febrero de 2009. Fue dirigido por Christian Holm-Glad.
El vídeo comienza con un niño pequeño (potencialmente destinado a representar a un joven Harris) buscando por la nieve espesa mientras vagabundea por el bosque arrastrando un trineo, donde un oso de juguete está sobre él. Se establece en un campamento y enciende un fuego para mantenerse caliente mientras acaricia a su osito. El oso se encuentra entonces en el trineo de nuevo y se dejó caer. La escena se cierra y muestra atisbos de un calabozo donde muestra a Harris con un carácter de tipo Frankenstein, realizando combinaciones con numerosas mujeres cautivas, con el objetivo de reanimar su "perdido" oso de peluche.

### Controversia
Hay una escena en el vídeo donde Harris sostiene un cuchillo antiguo. Harris le dijo a los jefes de registro que era inaceptable que las leyes de televisión no permitieran mostrar un cuchillo ya que fomentan la delincuencia. Harris protestó diciendo que era un "blandengue grande" y se consideraba "la última persona que promueven la violencia", sin embargo, tuvo que ser reeditada para su normal publicación

### Respuesta
Harris dijo: "Mi vídeo está siendo prohibido porque estoy sosteniendo un cuchillo antiguo en una de las escenas, por lo tanto alienta la delincuencia", y agregó: "La única vez cuando estaba en una pelea, donde me caí al instante y creo que solo fue un desafío verbal en la primera fase. Peleo como una niña."

## Versiones
- La banda australiana Pendulum hizo una versión de la canción en el Glastonbury Festival 2009 y otras apariciones en el año.
- Madonna incluyó la canción en el "sampleo" para la presentación en vivo de "Frozen" durante la gira de Sticky & Sweet Tour por Europa, en 2009.
- Tinchy Stryder sampleó la canción en una actuación en vivo del "Express Urself" en el V Festival 2009.
- La banda británica Mumford & Sons hizo una versión de la canción para su actuación en el bloque radial Live Lounge en BBC Radio 1 el 3 de octubre de 2009.
- El rapero inglés Chipmunk hizo una versión en el bloque Live Lounge el 5 de octubre de 2009.

## Formatos y listas de canciones
| Sencillo en CD |                                |          |  |
| N.º            | Título                         | Duración |  |
| 1.             | «I'm Not Alone» (Radio Edit)   | 3:32     |  |
| 2.             | «I'm Not Alone» (Extended Mix) | 4:28     |  |

| EP digital |                                                          |          |  |
| N.º        | Título                                                   | Duración |  |
| 1.         | «I'm Not Alone» (Radio Edit)                             | 3:32     |  |
| 2.         | «I'm Not Alone» (Extended Mix)                           | 4:28     |  |
| 3.         | «I'm Not Alone» (deadmau5 Remix)                         | 8:15     |  |
| 4.         | «I'm Not Alone» (Hervé's See You At The Festivals Remix) | 5:33     |  |
| 5.         | «I'm Not Alone» (Burns Rewerk)                           | 6:36     |  |

| EP digital (Estreno exclusivo en Beatport) |                                                           |          |  |
| N.º                                        | Título                                                    | Duración |  |
| 1.                                         | «I'm Not Alone» (deadmau5 Remix)                          | 8:15     |  |
| 2.                                         | «I'm Not Alone» (Hervé's See You At The Festivals Remix)  | 5:33     |  |
| 3.                                         | «I'm Not Alone» (Hervé's See You At The Dub Parade Remix) | 3:41     |  |
| 4.                                         | «I'm Not alone» (Burns Rewerk)                            | 6:36     |  |

| Sencillo digital |                                |          |  |
| N.º              | Título                         | Duración |  |
| 1.               | «I'm Not Alone» (Tiësto Remix) | 6:41     |  |
| 2.               | «I'm Not Alone» (Radio Edit)   | 3:32     |  |

| Disco de vinilo de 12" |                                                          |          |  |
| N.º                    | Título                                                   | Duración |  |
| 1.                     | «I'm Not Alone» (Hervé's See You At The Festivals Remix) | 5:35     |  |
| 2.                     | «I'm Not Alone» (Radio Edit)                             | 3:32     |  |
| 3.                     | «I'm Not Alone» (deadmau5 Remix)                         | 8:15     |  |
| 4.                     | «I'm Not Alone» (Extended Mix)                           | 4:28     |  |

| I'm Not Alone 2019 |                                           |          |  |
| N.º                | Título                                    | Duración |  |
| 1.                 | «I'm Not Alone» (CamelPhat Remix)         | 4:04     |  |
| 2.                 | «I'm Not Alone» (2019 Edit)               | 3:21     |  |
| 3.                 | «I'm Not Alone» (Thomas Schumacher Remix) | 3:41     |  |
| 4.                 | «I'm Not Alone» (2009 Remaster)           | 3:36     |  |

## Personal
- Escrito, producido e interpretado por Calvin Harris
- Dirigido por Brian Gardner
- Publicado por EMI Music Publishing.
- Grabado y mezclado por Calvin Harris en la Earth's Core, Glasgow.
- Dirigido en Bernie Grundman Mastering, CA.

## Versiones oficiales
- Actual Phantom Remix
- Aux Matters Remix
- Burns Rewerk
- Deadmau5 Remix
- Pendulum Remix
- Doorly Remix
- Extended Mix
- Hervé's See You At The Festivals Remix
- Hervé's See You At The Dub Parade Remix
- MYNC Payback Mix
- Radio Edit
- Tiësto Remix
- ☆Taku Takahashi Remix

## Estadísticas
| Lista (2009)                       | Posición |
| ---------------------------------- | -------- |
| Australia (ARIA)                   | 48       |
| Bélgica (Flandes) (Ultratop 50)    | 13       |
| Bélgica (Valonia) (Ultratop 50)    | 8        |
| Dinamarca (Tracklisten)            | 6        |
| Eslovaquia (Rádio Top 100)         | 84       |
| European Hot 100                   | 5        |
| Irlanda (IRMA)                     | 4        |
| Nueva Zelanda (Recorded Music NZ)  | 40       |
| Países Bajos (Mega Single Top 100) | 62       |
| Reino Unido (UK Singles Chart)     | 1        |
| República Checa (Rádio Top 100)    | 95       |

| País        | Organismo certificador | Certificación    | Ventas  | Ref.   |
| ----------- | ---------------------- | ---------------- | ------- | ------ |
| Australia   | ARIA                   | Disco de Platino | 70 000  | [ 13 ] |
| Dinamarca   | IFPI Dinamarca         | Disco de Oro     | 15 000  | [ 14 ] |
| Reino Unido | BPI                    | Disco de Oro     | 400 000 | [ 15 ] |

### Sucesión en listas
| Anterior: «Poker Face» de Lady Gaga | UK Singles Chart — Sencillo Nro 1 12 de abril de 2009 — 25 de abril de 2009 | Siguiente: «Number 1» de Tinchy Stryder con N-Dubz |

## Lanzamientos
| Región      | Fecha               | Formato                |
| ----------- | ------------------- | ---------------------- |
| Australia   | 6 de abril de 2009  | Descarga digital       |
| Reino Unido | 6 de abril de 2009  | Descarga digital       |
| Reino Unido | 13 de abril de 2009 | Sencillo en CD         |
| Reino Unido | 22 de abril de 2009 | Disco de vinilo de 12" |